# Dizzy core
Dizzy core（ディジー コア）は、日本の4人組ヴィジュアル系ロックバンド。女性ボーカルのエレクトロポップな楽曲が特徴のバンド。2014年5月16日に解散となる。
- 2010年 風騎、makiを中心に結成
- 2011年 主催スリーマンイベント、川崎クラブチッタ公演
- 2012年 主催ツアー、ワンマンイベント開催
- 2013年 2nd『星の巡り逢わせ』発売、ライブ活動休止
- 2014年 解散

## メンバー
- 風騎（Vocal、作詞、作曲）
10月5日、B型。東京都出身。

- maki（上手Guitar、作詞、作曲）
11月20日、A型。愛媛県新居浜市出身。

- 芽維（下手Guitar）
3月19日、A型。千葉県出身。

- 光（サポートベース）

過去のメンバー
- 紫音（ボーカル、作詞）
- ひがん（ベース、作詞、作曲）
- コウキ（ドラム）
- アヤト（サポートベース）

## ディスコグラフィー
シングル
1st： 2013年4月17日「星の巡り逢わせ]」 DCCD-0001
デモ音源
1. 2011年「ユビサキ」
2. 2011年「Dearest/ユビサキ」

デモ映像
1. 2012年 ｢Live at 川崎CLUB CITTA'｣

その他
1. 2011年 ｢GLAND CROSS｣スリーマンイベント限定配布

## 活動
ワンマンライブ
- 1st ONEMAN「Starlight」 2012年8月27日

ツアー
- 「Starlight 東名阪ツアー」 2012年8月

ラジオ
- エフエム浦和「村田綾のkeep smile」 2011年11月20日